# روان الحمادي
روان الحمادي (2002-)، لاعبة المنتخب الإماراتي ونادي أبو ظبي لكرة القدم للسيدات، تلعب في خط الدفاع. حاصلة على أفضل لاعبة في دوري السيدات لموسم 2022-2023م

## السيرة الذاتية
تخرجت من أكاديمية نادي أبوظبي الرياضي. تلعب لنادي أبوظبي الرياضي لكرة القدم للسيدات، وقد حققت مع النادي انجازات كثيرة ، من بينها الفوز ببطولة الدوري بدون هزيمة موسم 2022-2023م ، وتلعب أيضاً لمنتخب الإمارات لكرة القدم للسيدات وشاركت معه في العديد من المباريات، تم اختيارها من قبل لجنة كرة القدم للسيدات التابعة لأكاديمية فاطمة بنت مبارك للرياضة النسائية، خوض تجربة أحترافية مع أندية الدوري الأسباني من خلال برنامج رعاية الموهوبات، وتم اختيار روان للعب في نادي الكوركون الأسباني.

## الأنشطة الرياضية
- احرزت روان مع فريقها "نادي أبو ظبي" بطولة الدوري الإماراتي لكرة القدم للسيدات موسم 2022-2023م بالفوز في (11) مباراة والتعادل في واحدة ، وبدون هزيمة، وقد استطاعت روان الحمادي احراز عدد (10) أهداف من أصل (69) هدف سجلها الفريق.[3][4]
- لعبت روان الحمادي العديد من المباريات مع المنتخب الإماراتي، والتي نذكر منها:

- بطولة غرب آسيا (البحرين)
1. الإمارات × الكويت وانتهت المباراة بفوز الإمارات 2-0 واستطاعت روان احراز الهدف الأول للإمارات في الدقيقة (42)
2. الإمارات × العراق وانتهت المباراة بفوز الإمارات 4-2
3. الإمارات × لبنان وانتهت المباراة بفوز لبنان 3-1
4. الإمارات × الأردن وانتهت المبارة بالتعادل السلبي بين المنتخبين.

- تصفيات كأس آسيا للسيدات 2017- 2021م
- الإمارات × الفلبين وانتهت المبارة بفوز الأخير 4-0
- الإمارات × الأردن وانتهت المباراة بفوز الأخير6-0
- الإمارات × البحرين وانتهت المباراة بالتعادل 1-1
- الإمارات × العراق وانتهت المباراة بفوز الإمارات 3-0
- الإمارات × طاجيكستان وانتهت المباراة بفوز الإمارات 1-0
- الإمارات × غوام وانتهت المباراة بفوز الإمارات 2-1
- الإمارات × لبنان وانتهت المباراة بفوز الأخير 1-0
- الإمارات × ميانمار وانتهت المباراة بفوز الأخير 2-0

## الجوائز والتكريمات
- توجت روان الحمادي بأفضل لاعبة مواطنة في دوري السيدات الإماراتي.[3]

## روابط خارجية
- روان الحمادي علي موقع كووورة (بالعربية)
- روان الحمادي علي موقع www.soccerzz.com